# Modrý dům (Soul)
Modrý dům (korejsky 청와대, hanča 靑瓦臺, Čchongwade, též Čchǒngwadä) byl oficiálním sídlem korejských prezidentů mezi lety 1948–2022. V roce 2022 na nařízení nově zvoleného prezidenta Jun Sok-jola bylo sídlo přesunuto a z Modrého domu se stalo muzeum. Modrý dům je komplexem několika budov, postavených převážně v tradičním korejském architektonickém stylu s některými moderními architektonickými prvky a zařízeními. Modrý dům byl jednou z nejchráněnějších oficiálních rezidencí v Asii. Modrý dům, postavený na místě královské zahrady dynastie Čoson (1392–1910), se nyní skládá z hlavní kanceláře Pon-kwan (본관, „Hlavní dům“), prezidentské rezidence, státního přijímacího domu Jongbin-kwan (영빈관, „Uvítací dům“), Čchunčchu-kwanu (춘추관, „Dům jaro-podzim“), tiskového sálu a budovy sekretariátu. Celý komplex pokrývá přibližně 250 000 metrů čtverečních (62 akrů).

## Historie
Po japonské anexi Koreje v roce 1910 použil japonský guvernér Koreje pozemky paláce Kjongbokkung pro vládní rezidenci. V červenci 1939 Japonsko postavilo oficiální rezidenci/kancelář pro generálního guvernéra na místě Modrého domu.
V roce 1968 se severokorejští infiltrátoři téměř dostali k budově ve snaze zavraždit prezidenta Pak Čong-hui. Pokus se jim nezdařil, při incidentu zahynulo 28 Severokorejců, 26 Jihokorejců a čtyři Američané.
Dne 20. března 2022 nově zvolený prezident Jun Sok-jol oznámil, že přesune sídlo do budovy ministerstva národní obrany v okrese Jongsan v Soulu a otevře Modrý dům veřejnosti jako park. V květnu 2022, v souladu s příkazem vydaným Jun Sok-jolem poté, co se ujal úřadu, byla budova oficiálně přeměněna na veřejný park a poprvé ve své 74leté historii byla otevřena pro veřejnost.